# Zwarte vuurmier
De zwarte vuurmier (Solenopsis richteri) is een mierensoort uit de onderfamilie van de Myrmicinae. De wetenschappelijke naam van de soort werd in 1909 gepubliceerd door Auguste Forel.
De zwarte vuurmier is inheems in Zuid-Amerika. 

## Invasieve uitheemse soort
In Noord-Amerika, waar de soort invasief is, staat de soort bekend als black imported fire ant (BIFA).
Sinds augustus 2022 staat deze soort op de lijst van invasieve exoten die zorgwekkend zijn voor de Europese Unie. Dit betekent dat deze soort niet langer in de Europese Unie mag worden ingevoerd, vervoerd, gecommercialiseerd, gekweekt, gebruikt, uitgewisseld of vrijgelaten in de natuur. Bovendien mogen deze soorten niet langer worden gehouden, uitgezonderd in het geval van gezelschapsdieren die werden verworven tot 1 jaar na de opname van de soort op de Unielijst. Deze laatste mogen tot het einde van hun leven bij hun eigenaar blijven, op voorwaarde dat ze niet kunnen ontsnappen en zich niet kunnen voortplanten.
Hoewel het houden van mieren als huisdier de laatste jaren aan populariteit toeneemt, is het houden van deze soort tegenwoordig verboden in de Europese Unie.